# François Maurer
Pour les articles homonymes, voir Maurer.
François Maurer, né le 8 mai 1922 à Bernardvillé (Bas-Rhin) et mort le 5 avril 2000 à Wolxheim (Bas-Rhin), est un évêque catholique français, père spiritain. Il fut vicaire apostolique des îles Saint-Pierre et Miquelon de 1970 à 2000.

## Repères biographiques
Il est le fils de  Françoise Funfschilling et de son époux de Louis Maurer, un viticulteur Il est élève à l'école des Pères du Saint-Esprit de Blotzheim puis au petit séminaire des missions de Saverne où il obtient son baccalauréat. Durant la guerre, avec l'annexion de l'Alsace par le Troisième Reich, il se réfugie en Auvergne. Après guerre, il entre au séminaire des Pères du Saint-Esprit à Chevilly-Larue en banlieue parisienne. Il est ordonné prêtre le 15 février 1948 à Chevilly. 
Quelques mois après son ordination, en octobre 1948, il arrive dans l'archipel de Saint-Pierre-et-Miquelon où il va mener toute sa vie de religieux. Il devient le directeur du collège Saint-Christophe que sa congrégation a créé à Saint-Pierre en 1872 et où il est également professeur. Il exerce en plus les fonctions de vicaire.
Il est nommé préfet apostolique de l'archipel en 1966 puis évêque en 1970, lorsque Saint-Pierre et Miquelon est élevé en vicariat apostolique.
En septembre 1999, gravement malade, il doit quitter l'archipel où il aura passé plus de 50 ans et qu'il aura marqué. Il meurt en Alsace le 5 avril 2000 à 77 ans.
Ses deux successeurs, Lucien Fischer (2000-2009) et Pierre-Marie Gaschy (2009-2018) sont comme lui des spiritains alsaciens. Le vicariat apostolique à Saint-Pierre et Miquelon ayant été supprimé après la retraite de Pierre-Marie Gaschy, la fonction aura toujours été occupée par des évêques spiritains d'origine alsacienne.

## Investissement dans le monde maritime
François Maurer s'était beaucoup investi dans la Mission de la mer et avec un port voyant passer beaucoup de marins-pêcheurs étrangers, il remettra à neuf le foyer des Marins (ancien bâtiment de L'Œuvre de mer). 
Au début des années 1990, il prendra la tête des manifestations de pécheurs de l'archipel protestant contre la zone de pêche attribuée à Saint-Pierre-et-Miquelon. Il écrira au Premier ministre du Canada pour faire part des difficultés de ces diocésains. Il sera brièvement arrêté par la Garde côtière canadienne avec des élus de l'archipel et les membres de l'équipage du bateau de pêche La Croix de Lorraine sur lequel ils s'étaient embarqué et qui était parti protester dans les eaux canadiennes.
En 1994, il sera fait chevalier du mérite maritime.

## Distinctions et hommages
- Chevalier de l'ordre national de la Légion d'honneur (1970)[4]
- Chevalier de l'ordre du Mérite maritime (1994)[3]
- La place devant la cathédrale de Saint-Pierre a été baptisée place Mgr François-Maurer
- Un timbre de Saint-Pierre-et-Miquelon à son effigie a été émis en 2003[5]